# Kelnase
Kelnase – wieś w Estonii, w prowincji Harju, w gminie Viimsi, w północnej części wyspy Prangli.